# Roger Siffer
Pour les articles homonymes, voir Siffer.

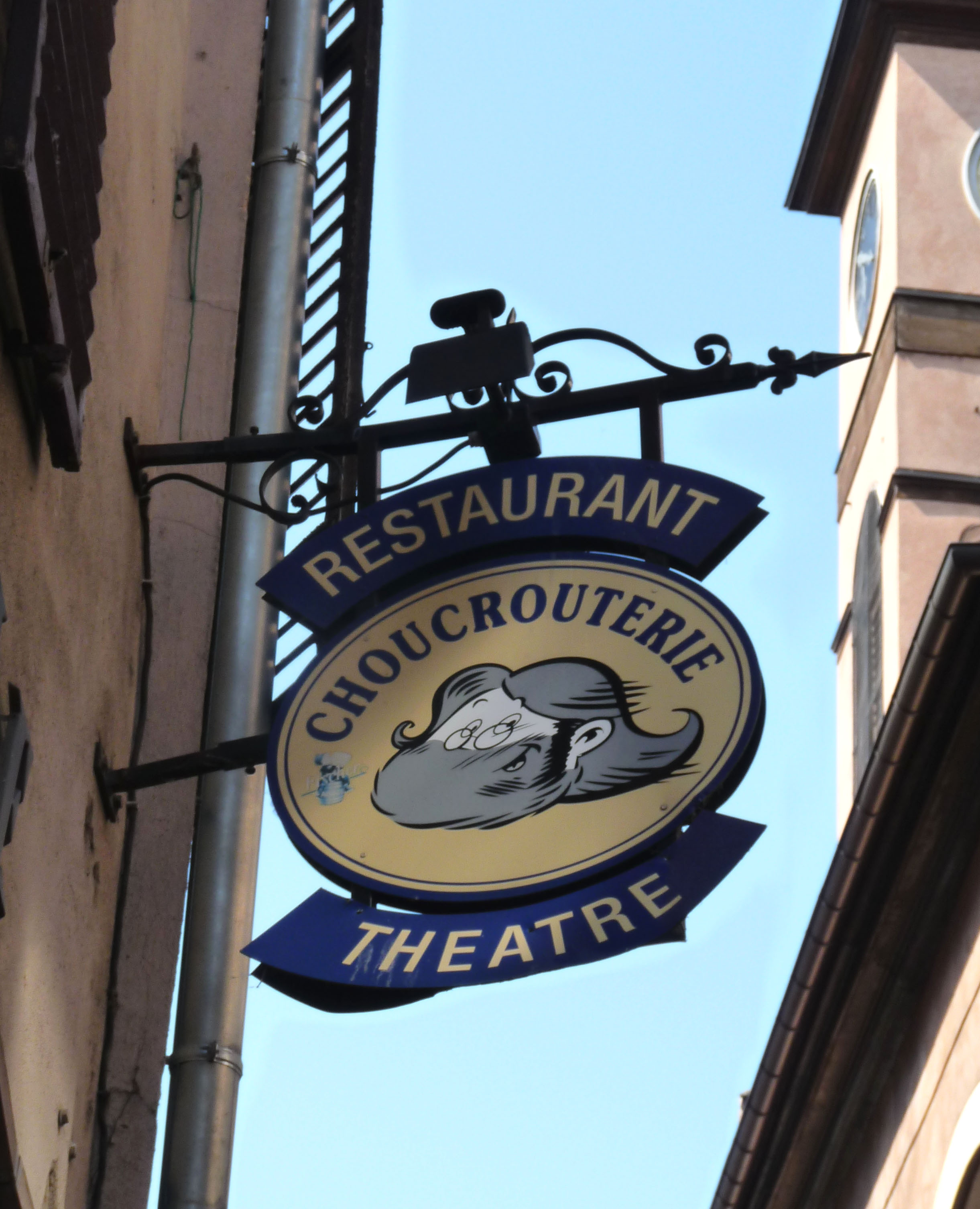
L’enseigne de La Choucrouterie à Strasbourg

Roger Siffer né en 1948 à Villé dans le Bas-Rhin est un comédien, homme de radio, chansonnier régionaliste, humoriste et cabaretier alsacien.

## Éléments de biographie
Roger Siffer obtient une licence et fait une demi-maîtrise de philosophie.
Il fait ses débuts dans la chanson en dialecte alsacien en puisant largement dans les traditions locales. Il collecte des chansons de rues, et se fait accompagner sur scène par des instruments anciens et enregistre son premier disque Follig Song en 1972.
Ancien élève de Germain Muller, il est le directeur du restaurant-cabaret-salle de spectacle La Choucrouterie à Strasbourg.
Ses sketchs et ses chansons sont interprétés en alsacien et en français.
Roger Siffer enregistre en 2007 les noms de certaines stations du Tramway Strasbourgeois (Baggersee, Langstross/Grand’Rue, Place Broglie/Breuil…) qui sont diffusées à bord des rames à l’approche des arrêts.
En 2009, il participe à l’album À la récré du Weepers Circus.
Roger Siffer s’engage en 2013 à la reconnaissance du cabaret alsacien par l’Unesco comme Patrimoine culturel immatériel de l’Humanité, à l’instar du fest noz breton.
En 2025, pour le remercier de son œuvre envers la culture et le bilinguisme en Alsace, il reçoit le "Bretzel d'or", la plus haute distinction pour un Alsacien crée par son mentor Germain Muller.

## Le café-théâtre deLa Choucrouterie
Haut lieu emblématique du renouveau du cabaret alsacien de la fin des années 80, dans la lignée de Germain Muller, La Chouc' a été créée le 2 février 1984 par Roger Siffer, accompagné bientôt par de nombreux artistes alsaciens (sa compagne Suzanne Mayer, Henri Müller, Jean-Pierre Schlagg, Christian Dingler, etc.). Il a eu l'idée de créer un lieu unique de spectacles satiriques en se produisant en alternance le même soir de représentation dans deux salles: une en français et l'autre en alsacien. Il fut aussi celui d'une émission radiophonique régulièrement retransmise en direct sur la station locale de France Bleu Alsace.

## Les tournées estivales à l'ancienne dePour une poignée de sel
Depuis de l'été 1986, la troupe du théâtre de La Chouc' se produit chaque année dans le cadre d'une tournée estivale, Pour une poignée de sel, initialement coordonnée par Kat Diskus et se déplaçant à cheval et en roulottes de village en village alsaciens, y présentant chaque soir un spectacle sur tréteaux mêlant musique traditionnelle (Le Folk de la Rue des Dentelles, Nicole Mouton, Roland Engel, Sylvie Reff), variété (Christian Dingler, Jean-Pierre Schlagg), country alsacien (Dédé Flick), jazz manouche (Tchavolo Schmitt, Dorado Schmitt, Marcel Loeffler & Mandino Reinhardt, Bireli Lagrène), danse, hip hop et humour satirique (Huguette Dreikaus). Les villageois rémunérant les artistes en nature (œufs, poulets, fruits, jambons, bière, vins, schnaps, miel, pains et tartes, etc.) dans le cadre traditionnel d'une quête à l'ancienne.

## Écrits
Liste non exhaustive.
- Roger Siffer, Morceaux choisis, Strasbourg, La Nuée bleue, 1998, 127 p. (ISBN 2-7165-0462-8)
- Roger Siffer, Quand la choucroute rit… toute l’Alsace applaudit !, Strasbourg, La Nuée bleue, 2003, 270 p. (ISBN 2-7165-0610-8)

## Discographie
Liste non exhaustive.
- 1972 - Follig Song
- 1972 - Mine G'Sang
- 1975 - Kandiratong
- 1976 - Alsace à vendre - Elsass im Ausverkauf
- 1977 - Langsam dummle
- 1978 - Alsace au pluriel
- 1980 - Liedle fer kleini un grossi
- 2000 - Papa Rhein (CD collectif, avec Henri Muller et Manfred Pohlmann)

#### Origines historiques
- Culture germanique: Minnesang
- Langue d'Oc: Troubadour, Trobairitz
- Langue d'Oïl: Trouvère
- Ménestrel, Ménestrandie, Ménestrandise